# Campionati europei di ciclismo su strada 2023 - Gara in linea femminile Under-23
La gara in linea femminile Under-23 dei Campionati europei di ciclismo su strada 2023, ventinovesima edizione della prova, si disputò il 22 settembre 2023 su un percorso di 108 km, con partenza da Hoogeveen e arrivo sul Col du VAM, nei Paesi Bassi. La vittoria fu appannaggio dell'olandese Ilse Pluimers, che terminò la gara in 2h46'34", alla media di 38,903 km/h, precedendo la britannica Anna Shackley e la svizzera Linda Zanetti.
Partenza con 107 cicliste, delle quali 94 conclusero la competizione.

## Squadre e corridori partecipanti
| N.    | Cod. | Squadra         |
| ----- | ---- | --------------- |
| 1-6   | NLD  | Paesi Bassi     |
| 7-12  | ITA  | Italia          |
| 13-18 | FRA  | Francia         |
| 19-24 | GBR  | Regno Unito     |
| 25-30 | BEL  | Belgio          |
| 31-36 | SUI  | Svizzera        |
| 37-38 | HUN  | Ungheria        |
| 39-44 | POL  | Polonia         |
| 45-50 | GER  | Germania        |
| 51-55 | CZE  | Repubblica Ceca |
| 56-58 | FIN  | Finlandia       |
| 59    | SVK  | Slovacchia      |
| 60-62 | LUX  | Lussemburgo     |
| 63-66 | EST  | Estonia         |
| 67-69 | ISR  | Israele         |

| N.     | Cod. | Squadra    |
| ------ | ---- | ---------- |
| 70-73  | SWE  | Svezia     |
| 74-76  | IRL  | Irlanda    |
| 77-78  | NOR  | Norvegia   |
| 79-81  | AUT  | Austria    |
| 82     | GRC  | Grecia     |
| 83     | LTU  | Lituania   |
| 84-86  | SLO  | Slovenia   |
| 87-88  | PRT  | Portogallo |
| 89-92  | DNK  | Danimarca  |
| 93-98  | ESP  | Spagna     |
| 99-104 | UKR  | Ucraina    |
| 105    | ISL  | Islanda    |
| 106    | LAT  | Lettonia   |
| 107    | BUL  | Bulgaria   |

## Ordine d'arrivo (Top 10)
| Pos. | Corridore           | Squadra     | Tempo    |
| ---- | ------------------- | ----------- | -------- |
| 1    | Ilse Pluimers       | Paesi Bassi | 2h46'34" |
| 2    | Anna Shackley       | Regno Unito | a 1"     |
| 3    | Linda Zanetti       | Svizzera    | s.t.     |
| 4    | Gaia Masetti        | Italia      | a 5"     |
| 5    | Marie Schreiber     | Lussemburgo | a 13"    |
| 6    | Julia Kopecký       | Rep. Ceca   | a 14"    |
| 7    | Noemi Rüegg         | Svizzera    | a 22"    |
| 8    | Fem van Empel       | Paesi Bassi | a 23"    |
| 9    | Eleonora Gasparrini | Italia      | a 24"    |
| 10   | D. Włodarczyk       | Polonia     | a 25"    |